# Coupe d'Afrique de basket-ball 3×3
La Coupe d’Afrique de basket-ball 3×3 (anglais : FIBA 3x3 Africa Cup) est une compétition sportive sous l'égide de la Fédération internationale de basket-ball fondée en 2017.

## Historique
La première édition a lieu en 2017 à Lomé, au Togo.

## Palmarès senior

### Tournoi masculin
| 2017 | Lomé         | Nigeria        | 21–9  | Côte d'Ivoire | Madagascar | 18–17 | Égypte     |
| 2018 | Lomé         | Côte d'Ivoire  | 14–6  | Ouganda       | Nigeria    | 21–19 | RD Congo   |
| 2019 | Kampala      | Égypte         | 21–12 | RD Congo      | Mali       | 19–17 | Madagascar |
| 2022 | Le Caire     | Madagascar     | 20–17 | Égypte        | Rwanda     | 21–17 | Tunisie    |
| 2023 | Le Caire     | Égypte (2)     | 18–15 | Nigeria       | Madagascar | 20–16 | Algérie    |
| 2024 | Antananarivo | Madagascar (2) | 22–3  | Rwanda        | Algérie    | 18–15 | Bénin      |

### Tournoi féminin
| 2017 | Lomé         | Mali       | 12–11 | Nigeria    | Ouganda    | 16–13 | Côte d'Ivoire |
| 2018 | Lomé         | Mali (2)   | 19–13 | RD Congo   | Togo       | 19–17 | Nigeria       |
| 2019 | Kampala      | Égypte     | 18–15 | Mali       | Ouganda    | 21–15 | Nigeria       |
| 2022 | Le Caire     | Égypte (2) | 21–11 | Madagascar | RD Congo   | 19–13 | Tunisie       |
| 2023 | Le Caire     | Kenya      | 21–20 | Égypte     | Madagascar | 19–17 | Ouganda       |
| 2024 | Antananarivo | Madagascar | 20–15 | Égypte     | Kenya      | 20–11 | Bénin         |